# Moonspell
I Moonspell sono un gruppo musicale gothic metal portoghese.

## Storia

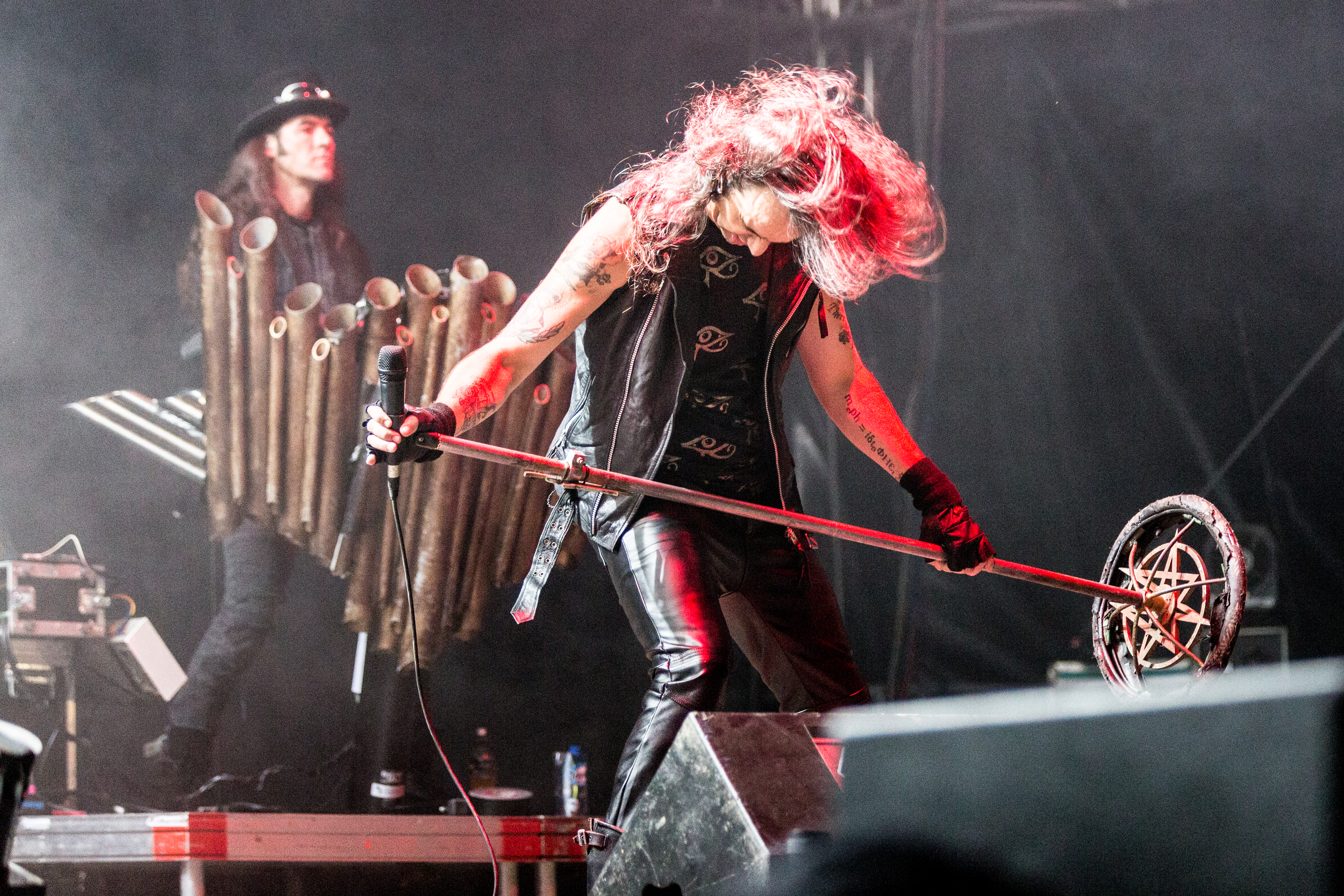
Pedro Paixão e Fernando Ribeiro al Summer Breeze Open Air 2017

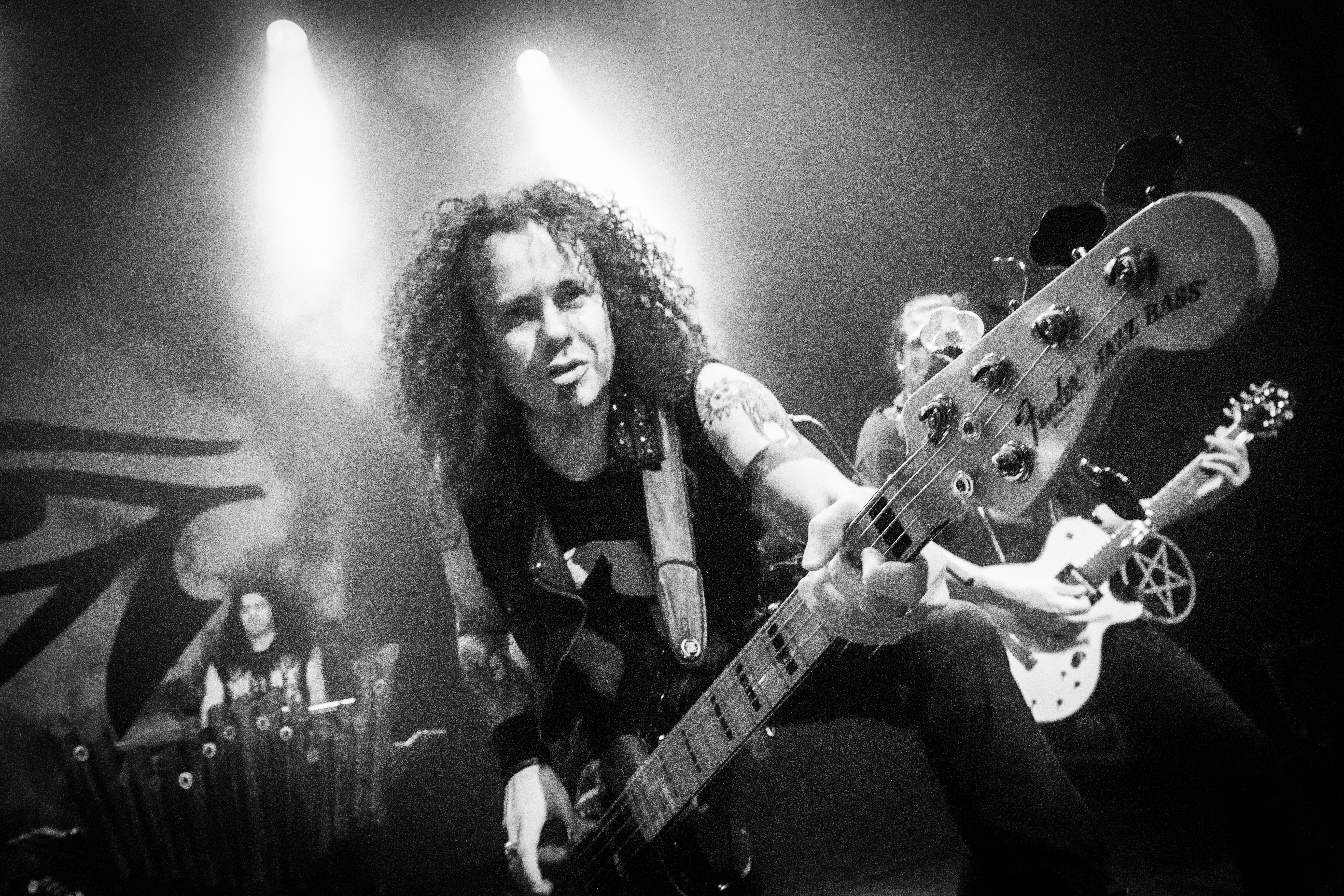
Pedro Paixão, Aires Pereira e Ricardo Amorim all'Eindhoven Metal Meeting 2016

La band venne fondata nel bel mezzo del 1989 con il monicker Morbid God a Amadora, non lontano da Lisbona da Langsuyar (Fernando Ribeiro) alla voce e da Tetragrammaton (João Pedro Escoval) al basso. Con loro Pedro C. alla chitarra e tale Toureiro (meglio conosciuto come Baalberith) alla batteria.. Oltre a questo gruppo, i 2 principali compositori avevano pensato di creare un'altra band dal nome ARCHANGEL: avrebbe dovuto cantare il bassista e suonare la batteria il cantante.
Dopo vari fine settimana passati a suonare in una sala prove appartenente al chitarrista, si spostarono a Brandoa. Qui fu registrata la loro prima traccia "The Fever", tramite un piccolo Mixer a 12 piste, dal futuro chitarrista Mantus (Duarte Picoto), che si unirà a loro verso la fine del 1990.
Purtroppo, a causa della chiamata alle armi, il batterista e il chitarrista non possono partecipare alle attività del gruppo quindi, viene congelato il tutto per circa un anno. Nel frattempo, Pedro C. viene allontanato e, si continuano a sperimentare nuove sonorità. Il 22 agosto 1992, negli Heavensound Studios, venne registrata la traccia "Serpent Angel" inclusa nel demo intitolato Promo 92: testo di Langsuyar, musiche di Mantus e Morbid God.
La formazione era composta da Langsuyar (voce), Mantus (chitarra solista), Fenrir (chitarra ritmica), Tetragrammaton (basso e voce addizionale) e Baalberith (batteria). Mentre, il logo della band è disegnato da Christophe Szpajdel.
Furono inseriti, insieme ad altri artisti emergenti portoghesi, nella Compilation The Birth Of A Tragedy della MTM.
Nell'ottobre del 1992, con l'entrata in formazione del batterista Nisroth (Miguel "Mike" Gaspar), decidono di cambiare il nome alla band: Moonspell.
Il 24 gennaio 1993 registrano quello che sarà il loro unico demo Anno Satanae, composto da tre pezzi più intro e outro: "Goat on Fire", "Ancient Winter Goddess" e "Wolves from the Fog". Viene diffuso giusto un mese dopo e, viene considerato un classico della scena underground del periodo. È stato, successivamente, stampato in due diverse edizioni: una in cassetta in Polonia e, una Greca in 7" (Goat On Fire/Wolves From The Fog) composta da una traccia per lato .
La formazione, questa volta, è composta da Langsuyar (voce), Mantus (chitarra solista), Malah (chitarra ritmica), Tetragrammaton (basso) e Nisroth (batteria). Anche stavolta, il logo è stato disegnato da Christophe Szpajdel.
Questa pubblicazione li ha portati ad avere l'opportunità di registrare un mini-CD con la francese Adipocere Records.
Ai tempi, il suono del gruppo era orientato verso sonorità black metal ma, ben presto, inizieranno ad introdurre il folk del loro territorio nelle composizioni.
Perso per strada un altro chitarrista, Luís Lamelas (Malah/Fenrir), viene accolto nella band Tanngrisnir (Jorge Fonseca) e, per la prima volta nella storia del gruppo, un tastierista: Neophytus (Pedro Paixão).
Quindi, viene pubblicato l'EP Under the Moonspell, caratterizzato da suoni provenienti dal sud del Portogallo misti ai loro interessi per l'occultismo e l'erotismo. Inoltre, è possibile scorgere l'influenza di gruppi come Bathory e Celtic Frost ma, anche, di band come Dead Can Dance o della musica tradizionale araba e portoghese.
Avevano già iniziato a suonare dal vivo, di supporto alla band del loro nuovo chitarrista (i Decayed). Ma, è nel 1994 che fanno la loro più importante apparizione aprendo il concerto dei Cradle of Filth a Lisbona . Successivamente, ci sarà anche quella per un festival, prima di Cannibal Corpse, Samael e Anathema, questa volta ad Almada.
L'anno successivo arriva il tanto agognato accordo con la Century Media e la pubblicazione del loro primo album Wolfheart. Durante la registrazione del disco Jorge Fonseca (Tanngrisnir) si fa da parte, viene quindi reclutato Ricardo (Ricardo Amorim). Tra la pubblicazione del disco e le prime date del tour di supporto all'album anche il chitarrista Duarte Picoto (Mantus) lascia definitivamente la band.
È però con Irreligious che arriva il successo: il singolo Opium viene inserito in diverse compilation ed il video è oggetto di diversi passaggi televisivi. Questa canzone rimane una delle più conosciute del gruppo ed è stata spesso usata per chiudere i loro concerti.
Nel febbraio del 1997, dopo alcuni diverbi, lo storico bassista Ares viene cacciato dalla band.
La band, ora divenuta quartetto, si appresta a registrare il loro album più controverso: Sin/Pecado del 1998.
Nel 2001 il gruppo interpreta un fado dei Madredeus: Os Senhores da Guerra.

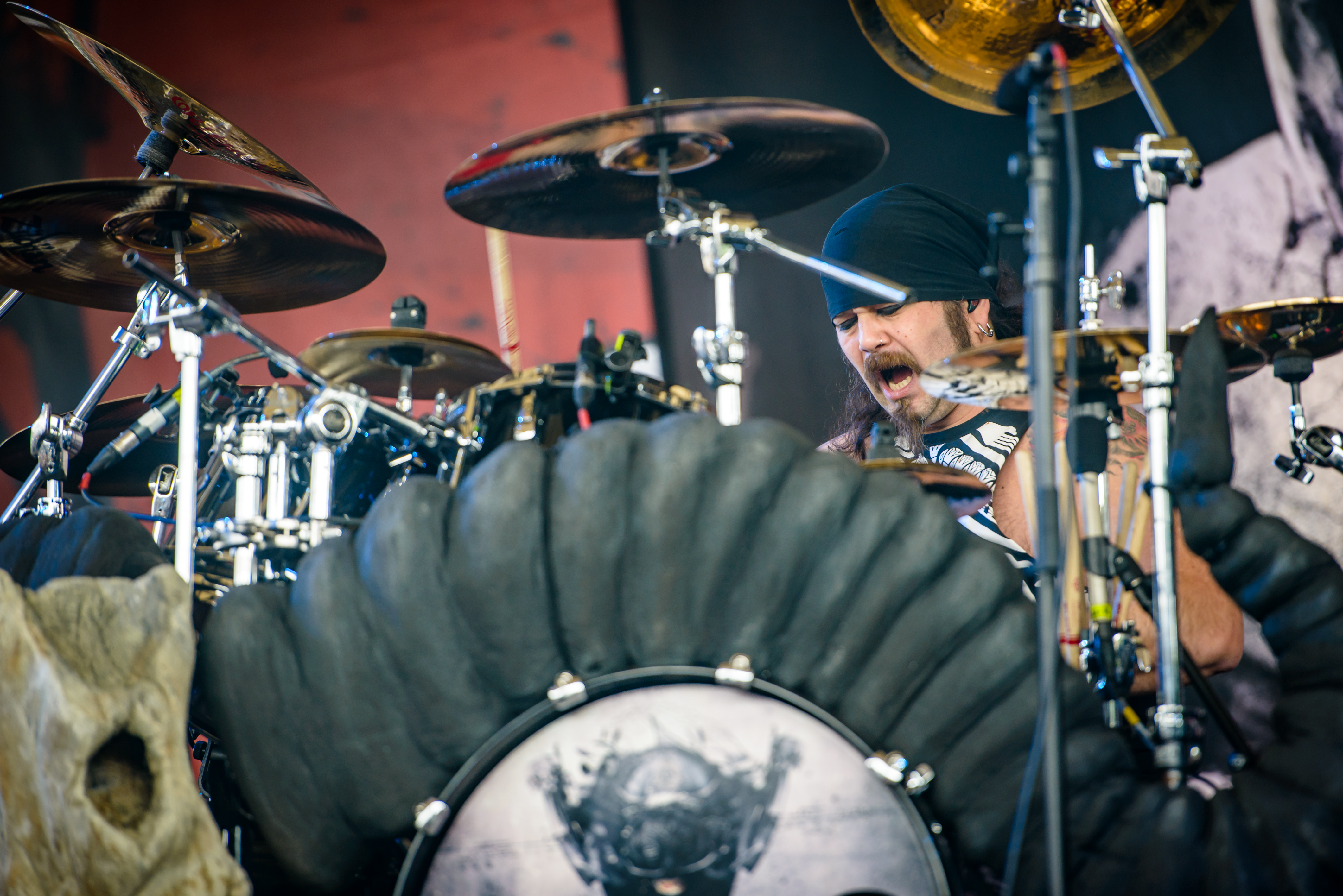
L'ex-batterista Miguel Gaspar al Rock Hard Festival 2016

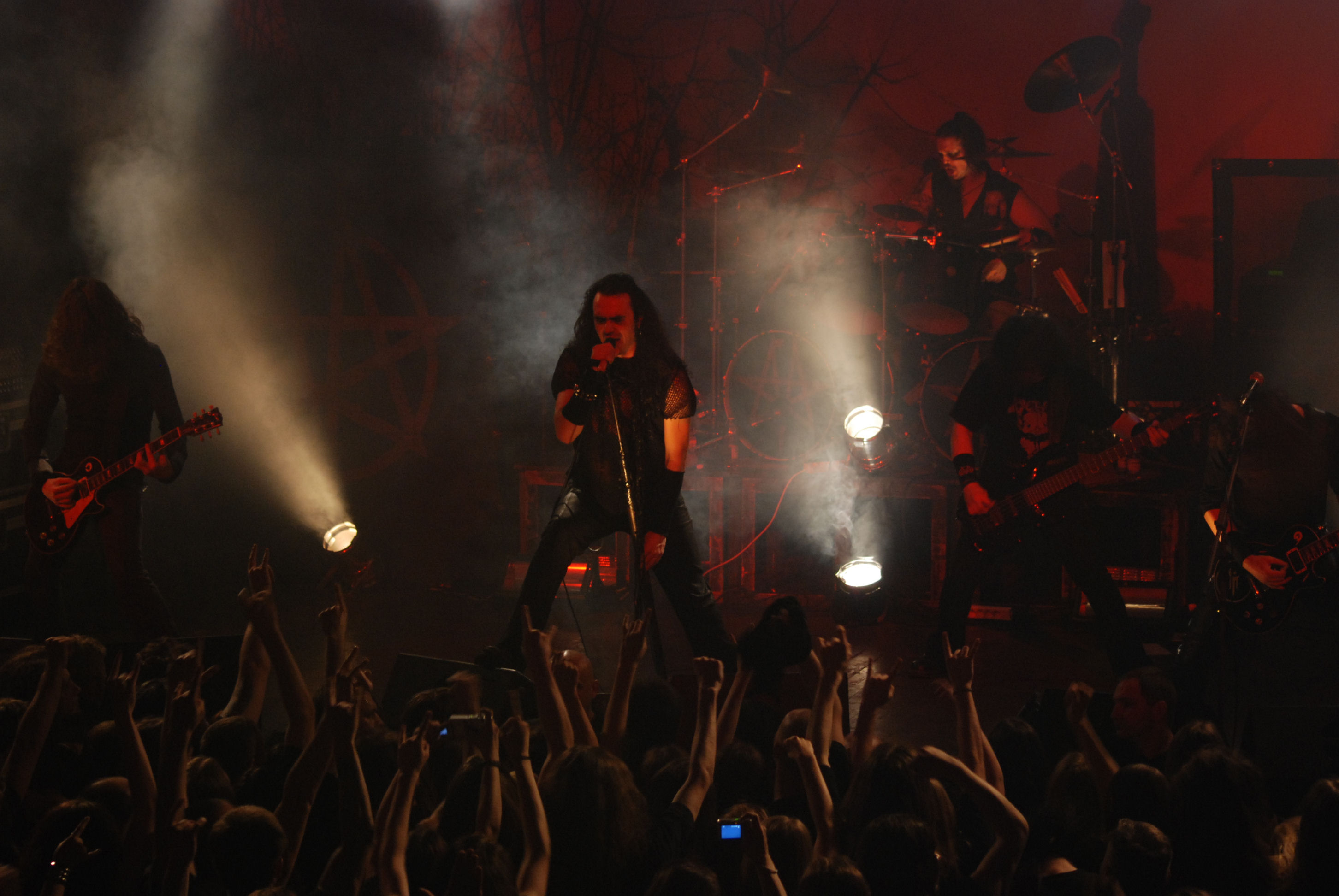
I Moonspell in concerto a Cracovia nel 2007

Due anni dopo, riprendono il pezzo jazz I'll See You In My Dreams per la colonna sonora dell'omonimo film dell'orrore portoghese..
L'album The Antidote, che riporta il gruppo alle sonorità che lo hanno reso famoso, è stato all'origine del romanzo omonimo dello scrittore José Luis Peixoto.
Nel gennaio 2005 Fernando Ribeiro pubblica una raccolta di poesie, intitolata Le Ferite Essenziali.
È dell'anno successivo il passaggio alla Steamhammer/SPV, con cui pubblicano l'album Memorial che, li riporta al successo.
L'ultimo cambio di etichetta arriva sul finire del 2011: firmano per la Napalm Records.

## Formazione

### Formazione attuale
- Fernando Ribeiro (Langsuyar) – voce (1992-presente)
- Pedro Paixão (Passionis/Neophytus) – tastiere, sampler, chitarra (1994-presente)
- Ricardo Amorim (Ricardo/Morning Blade) – chitarra (1995-presente)
- Aires Pereira (Ahriman) – basso (2007, 2011-presente)
- Hugo Ribeiro – batteria (2020-presente)

### Ex componenti
- João Pedro Escoval (Tetragrammaton/Ares) – basso (1992-1997)
- Duarte Picoto (Mantus) – chitarra (1992-1995)
- Luís Lamelas (Malah/Fenrir) – chitarra (1992-1993)
- Jorge Fonseca (Tanngrisnir) – chitarra (1993-1995)
- Sérgio Crestana – basso (1997-2003)
- Miguel "Mike" Gaspar (Nisroth) – batteria (1992-2020)

### Ex turnisti (Live)
- Aires Pereira (Ahriman) – basso (2003-2007, 2008-2011)

### Ex turnisti (Studio)
- Kai Hiilesma (Hiili Hiilesma) – batteria, voce (2001, 2003)
- Niclas Etelävuori (Rot Weiler) – basso (2003, 2008)
- Waldemar Sorychta – basso (2005)

## Discografia

### Album in studio
- 1995 – Wolfheart
- 1996 – Irreligious
- 1998 – Sin/Pecado
- 1999 – The Butterfly Effect
- 2001 – Darkness and Hope
- 2003 – The Antidote
- 2006 – Memorial
- 2008 – Night Eternal
- 2012 – Alpha Noir/Omega White
- 2015 – Extinct
- 2017 – 1755
- 2021 – Hermitage

### Album dal vivo
- 2008 – Lusitanian Metal

### Compilation
- 2000 – Sin/Pecado + Irreligious
- 2001 – Wolfheart/The Butterfly Effect
- 2007 – The Great Silver Eye
- 2007 – Under Satanæ

### Raccolte
- 2007 – The Great Silver Eye

### EP
- 1994 – Under the Moonspell
- 1997 – 2econd Skin

### Singoli
- 1993 – Goat On Fire / Wolves From The Fog
- 1996 – Opium
- 1999 – Butterfly FX
- 2001 – Nocturna
- 2003 – Everything Invaded
- 2006 – Finisterra

## Videografia

### DVD
- 2008 – Lusitanian Metal

### Video musicali
- Opium (Irreligious)
- 2econd Skin (Sin/Pecado)
- Magdalene (Sin/Pecado)
- Butterfly FX (The Butterfly Effect)
- Nocturna (Darkness and Hope)
- Everything Invaded (The Antidote)
- I'll See You in My Dreams (colonna sonora di I'll See You in My Dreams)
- Finisterra (Memorial)
- Luna (Memorial)
- Scorpion Flower (Night Eternal)
- Night Eternal (Night Eternal)
- Lickanthrope (Alpha Noir/Omega White)
- White Skies (Alpha Noir/Omega White)
- Extinct (Extinct)
- Domina (Extinct)